# Эскаланте, Амат
Ама́т Эскала́нте (исп. Amat Escalante, 28 февраля 1979, Барселона) — мексиканский кинорежиссёр, оператор, сценарист, продюсер.

## Биография
Большую часть жизни прожил в Мексике, в настоящее время живёт в Лос-Анджелесе. Учился в Центре кинематографических исследований в Барселоне, Международной школе кино и телевидения на Кубе. Близок к Карлосу Рейгадасу, был у него ассистентом на съемках фильма «Битва на небесах»; Рейгадас продюсировал фильм Эскаланте Выродки (2008).
Брат — писатель и сценарист Мартин Эскаланте.

## Творчество
Вместе с К. Рейгадасом представляет следующее поколение мексиканских кинематографистов вслед за Альфонсо Куароном, Гильермо дель Торо, Гонсалесом Иньярриту, в определенной мере оппозиционное по отношению к «старшим».

## Фильмография
- 2002 — Шушера / Amarrados (короткометражный)
- 2005 — Кровь / Sangre (премия ФИПРЕССИ Каннского МКФ, премия МКФ в Братиславе лучшему режиссёру, Золотой Александр на МКФ в Фессалониках)
- 2008 — Выродки / Los bastardos (премия МКФ в Братиславе лучшему режиссёру, премия за лучший испаноамериканский фильм на МКФ в Мар-дель-Плата, премия за лучший фильм на МКФ в Сиджесе)
- 2010 — Революция / Revolución (коллективный проект)
- 2013 — Эли / Heli (приз за режиссуру Каннского МКФ)
- 2016 — Дикая местность / La Region Salvaje
- 2018 — Нарко: Мексика